# Rudi Strahl

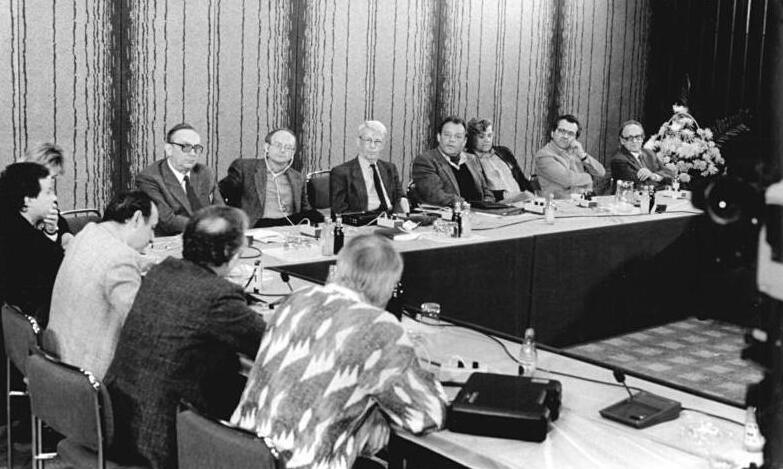
Rudi Strahl am 6. Mai 1987 in Ostberlin (v. l. n. r.: Gerhard Henniger, Hermann Kant, Stephan Hermlin, Rudi Strahl, Hans Weber, Joachim Nowotny und Jurij Brězan)

Rudi Strahl (* 14. September 1931 in Stettin; † 4. Mai 2001 in Berlin) war ein deutscher Dramatiker, Erzähler und Lyriker. Er gehörte zu den meistgespielten Theaterautoren der DDR.

## Leben und Schaffen
Der Sohn eines Schlossers übersiedelte 1948 in die Sowjetische Besatzungszone. Seine Mutter hieß Emilie Anna L. Strahl (1902–1981), sein Vater Rudolf Strahl (1900–1944). Ab 1950 gehörte er der Volkspolizei, später der Kasernierten Volkspolizei an und besuchte eine Offizierschule. Seine Militärdienstzeit dauerte acht Jahre, bei seinem Ausscheiden im Jahre 1959 war er Oberleutnant der NVA. Während dieser Dienstzeit war er Mitarbeiter des Verlages des Ministeriums für Nationale Verteidigung. 1956 heiratete er Alice Strahl, mit der er bis zu seinem Tode verheiratet war. Rudi Strahl hatte zwei Söhne, Bob Strahl (1959–1997), ebenfalls Schriftsteller, Stefan Strahl (* 1969), welcher musiziert, und zwei Brüder: Harry Strahl (1924–1945(?)) und Manfred Strahl (1940–2000).

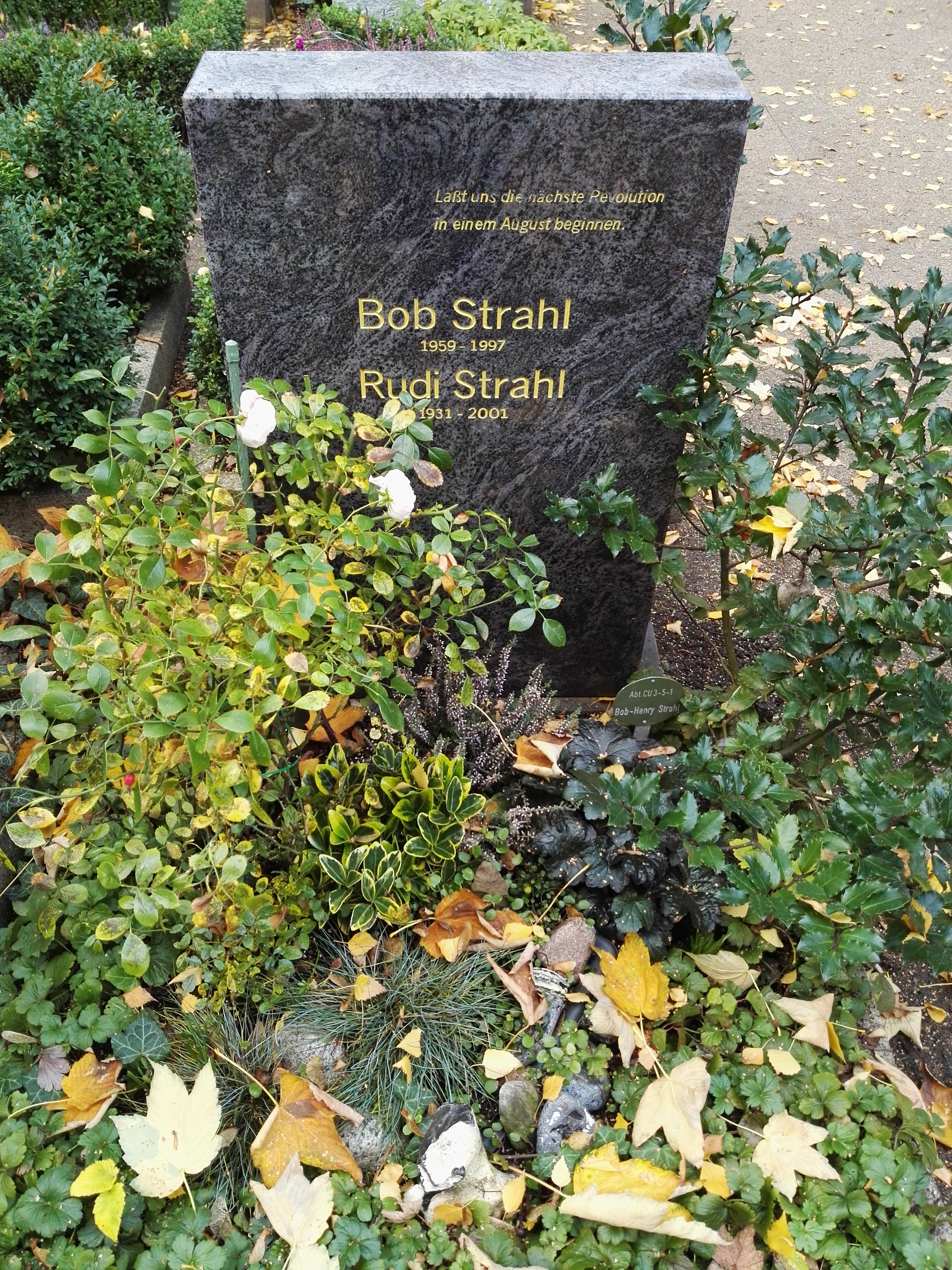
Grabstätte

Mit Sturm auf Stollberg veröffentlichte er 1955 seine erste Erzählung. 1957/58 besuchte er das Literaturinstitut „Johannes R. Becher“. Von 1959 bis 1961 war er Redakteur bei der satirischen Zeitschrift „Eulenspiegel“. Anschließend arbeitete er freischaffend in Berlin. 1973 wurde er Mitglied des Schriftstellerverbandes der DDR, dessen Präsidium er ab 1978 angehörte. Mitglied des P.E.N.-Zentrums der DDR wurde er 1980. Sein Grab befindet sich auf dem Dorotheenstädtischen Friedhof in Berlin.
Seine Bücher erreichten eine Gesamtauflage von ca. 4,6 Mio. Exemplaren, die Bühnenstücke über 560 Inszenierungen. Rudi Strahls Werke wurden in 26 Sprachen übersetzt. Er schrieb Drehbücher für zahlreiche Kinofilme und Fernsehspiele. Auch sein im Berliner Verlag Neues Leben erschienenes Jugendbuch Du und ich und Klein-Paris wurde 1970 von der DEFA verfilmt. Sein Stück Er ist wieder da wurde zur Grundlage einer eigenschöpferischen Adaption von Peter Hacks unter dem Titel Barby. Die ursprünglich 1984 in der Ost-Berliner Volksbühne vorgesehene Uraufführung der Komödie Das Blaue vom Himmel in der Inszenierung von Ursula Karusseit kam durch Einwirken des Ministeriums für Nationale Verteidigung nicht zustande und erfolgte am 16. März 1986 in den Städtische Bühnen Osnabrück.
Rudi Strahls Verhältnis zur Wirklichkeit des Realsozialismus war das eines kritischen DDR-Patrioten, der – zumal als Lustspieldichter – an die Veränderbarkeit der Verhältnisse glaubt und diesen Glauben auf heitere Weise vermitteln will, doch zeigen seine Stücke durchaus auch Mängel im System und moralisch-politische Probleme einer Wohlstandsgesellschaft. „Allein: der heiter mahnende Blick des „Siegers“ schweift ohne tiefgreifende Irritation durch den sozialistischen Alltag.“

## Auszeichnungen
- 1961: Kinderbuchpreis
- 1974: Lessing-Preis der DDR
- 1977: Goethe-Preis der Stadt Berlin
- 1978: Vaterländischer Verdienstorden in Bronze
- 1980: Nationalpreis der DDR
- Landespreis für Volkstheaterstücke des Landes Baden-Württemberg

## Werke (Auswahl)
Dramen:
- 1969: In Sachen Adam und Eva
- 1971: Nochmal ein Ding drehen
- 1971: Der Krösus von Wolkenau
- 1973: Keine Leute, keine Leute
- 1974: Wie die ersten Menschen
- 1975: Ein irrer Duft von frischem Heu
- 1979: Arno Prinz von Wolkenstein oder Kader entscheiden alles
- 1980: Er ist wieder da
- 1983: Vor aller Augen
- 1983: Barby (gemeinsam mit Peter Hacks)
- 1985: Der Stein des Anstosses
- 1986: Das Blaue vom Himmel
- 1986: Probe aufs Exempel
- 1988: Flüsterparty
- 1988: Um Kopf und Kragen
- 1990: Es war die Lerche
- 1995: Ein seltsamer Heiliger oder Ein irrer Duft von Bibernell
- 1997: Kein Bahnhof für zwei
- 2000: Zum letzten Willen[4]

Drehbücher:
- 1965: Der Reserveheld
- 1966/2009: Hände hoch oder ich schieße
- 1967: Meine Freundin Sybille
- 1968: Wir lassen uns scheiden (Szenarium)
- 1968: Um vier kommt Irene (TV)
- 1969: Seine Hoheit – Genosse Prinz
- 1970: Robinson für eine Nacht (TV)
- 1971: Du und ich und Klein-Paris
- 1973: Ein gewisser Katulla (Fernsehtheater Moritzburg)
- 1977: Ein irrer Duft von frischem Heu
- 1991: Farßmann oder Zu Fuß in die Sackgasse (Szenarium nach Erzählungen von Hermann Kant)

Hörspiele:
- 1970: In Sachen Adam und Eva
- 1973: Adam und Eva und kein Ende
- 1974: Klärung eines Sachverhalts
- 1976: Spätere Heirat nicht ausgeschlossen
- 1978: Die Trauerrede
- 1982: Schöne Ferien
- 1986: Dort statt hier
- 1987: Haushaltsauflösung
- 1987: Das bißchen Wasser zuviel
- 1987: Probe aufs Exempel
- 1989: Krebsschwänze in Dillsauce
- 1989: Krisenmanagement
- 1991: Bis hierher und wie weiter? 0: Sieh nur, Micki: Dicki schläft
- 1992: Ein bißchen Spaß will man ja auch haben (ORB)

Kinderbücher:
- 1960: Mit der Post nach Afrika mit Illustrationen von Erich Gürtzig
- 1961: Ulli kauft ein mit Illustrationen von Erich Gürtzig
- 1961: Rolli im Zoo  mit Illustrationen von Erich Gürtzig
- 1963: Sandmännchen auf der Leuchtturminsel mit Illustrationen von Eberhard Binder
- 1964: Zirkus Tusch mit Illustrationen von Bernhard Nast; Der Kinderbuchverlag, Berlin DNB 454917562
- 1969: Robinson im Müggelwald mit Illustrationen von Eberhard Binder
- 1974: Kleiner Spatz im großen Zoo mit Illustrationen von Erich Gürtzig (Der Kinderbuchverlag, Berlin)

Lyrik:
- 1973: Mit tausend Küssen mit Illustrationen von Eberhard Binder-Staßfurt; Eulenspiegel Verlag, Berlin 5. Auflage
- 1974: Ewig und drei Tage. Gedichte mit Illustrationen von Louis Rauwolf; Eulenspiegel Verlag, Berlin 3. Auflage
- 1976: Von Augenblick zu Augenblick. Heitere Verse und szenische Miniaturen mit Illustrationen von Eberhard Binder-Staßfurt; Eulenspiegel Verlag, Berlin
- 1981: Eine Wendeltreppe in den blauen Himmel nebst weiterem Heiterem. Neue und gebrauchte Gedichte mit Einführung von John Erpenbeck und Illustrationen von Karl-Heinz Appelmann

Satire:
- 1966: Aufs Happy-End ist kein Verlaß mit Illustrationen von Werner Klemke
- 1969: Von Mensch zu Mensch. Ein buntes Sammelsurium in Versen und in Prosa mit Illustrationen von Karl-Georg Hirsch
- 1984: Menschen, Masken, Mimen in kleiner Prosa, Vers und Szene

Dokumentation:
- 2001: Und da beschloss ich Schriftsteller zu werden – Rudi Strahl zu Leben und Werk im Gespräch mit Bert Koß, Ursendung: 13. September 2001, MDR KULTUR; auf der Basis eines Gesprächs vom 19. Oktober 1999

Hörbuch:
- 2002: Ein Schlitzohr aus Cotta  Rudi Strahl liest Geschichten und Gedichte, CD, Eulenspiegel-Verlag, ISBN 978-3-359-01051-7